# Jhai Foundation
Jhai Foundation là một tổ chức phi lợi nhuận hoạt động chủ yếu ở Lào.
Dự án chính của tổ chức này nhằm đưa dịch vụ thông tin liên lạc đến các cộng đồng nông thôn thiếu điện hoặc điện thoại tại nước này. Họ đã phát triển Hệ thống Máy tính và Truyền thông Jhai, một máy tính ở trạng thái rắn, tiêu thụ năng lượng thấp, có thể được cung cấp năng lượng bởi máy phát điện quay chân được tích hợp vào khung xe đạp hoặc năng lượng mặt trời và sử dụng mạng không dây để cung cấp các dịch vụ VoIP và Internet services.
JhaiPC chạy hệ điều hành Linux với phiên bản KDE được bản địa hóa. Thiết kế phần cứng và phần mềm cũng như tài liệu hướng dẫn sử dụng cho JhaiPC là hoàn toàn mở và đã được phát hành thông qua trang web SourceForge.net.
Nhờ công nghệ giao tiếp tối thiểu do các doanh nghiệp nhỏ của JhaiPC cung cấp, chẳng hạn như nông dân ở Ban Phon Kam, có thể được giá tốt hơn cho sản phẩm của họ. Jhai cũng đang giới thiệu kỹ thuật canh tác hữu cơ, tiếp thị thương mại công bằng và bán hàng trực tiếp cho những người nông dân này.